# Sainte-Gemme (Marne)
 Sainte-Gemme  es una población y comuna francesa, en la región de Champaña-Ardenas, departamento de Marne, en el distrito de Reims y cantón de Châtillon-sur-Marne.

## Demografía
| 124 | 135 | 131 | 108 | 126 | 121 |
| Para los censos de 1962 a 1999 la población legal corresponde a la población sin duplicidades (Fuente: INSEE [Consultar]) |     |     |     |     |     |